# Vårholmen
Vårholmen är en ö i Finland. Den ligger i sjön Gennarbyviken och i kommunen Raseborg i den ekonomiska regionen  Raseborg  och landskapet Nyland, i den södra delen av landet, 90 km väster om huvudstaden Helsingfors. Öns area är 2,1 hektar och dess största längd är 210 meter i sydväst-nordöstlig riktning.